# Dan Heimiller
Daniel „Dan“ Heimiller (* 25. Juni 1962 in Kalifornien) ist ein professioneller US-amerikanischer Pokerspieler. Er ist zweifacher Braceletgewinner der World Series of Poker.

## Persönliches
Heimiller wuchs in Detroit im US-Bundesstaat Michigan auf. Dort besuchte er die Wayne State University, später studierte er an der University of Arizona in Tucson. Anschließend arbeitete Heimiller als Taxifahrer und Wirtschaftsingenieur. Er lebt in Las Vegas.

## Pokerkarriere

### Werdegang
Heimiller spielt online unter dem Nickname lenny und gewann im August 2003 auf der Plattform PokerStars ein Turnier der World Championship of Online Poker.
Seine erste Geldplatzierung bei einem Live-Turnier erzielte Heimiller im Dezember 1992 im Aladdin Casino & Resort am Las Vegas Strip. Im April 1997 war er erstmals bei der World Series of Poker (WSOP) im Binion’s Horseshoe in Las Vegas erfolgreich und kam sechsmal ins Geld. Bei der WSOP 2002 gewann er ein Turnier in einer gemischten Variante aus Limit Hold’em und Seven Card Stud und erhielt dafür sein erstes Bracelet sowie eine Siegprämie von über 100.000 US-Dollar. Im Main Event belegte er im selben Jahr den 43. Platz für 20.000 US-Dollar Preisgeld. Ende März 2004 kam er erstmals bei einem Event der World Poker Tour ins Geld und landete in Reno auf dem 25. Platz. Anfang September 2013 belegte er beim Main Event der Legends of Poker im Rahmen der WPT in Los Angeles den zweiten Platz und kassierte dafür mehr als 350.000 US-Dollar Preisgeld. Bei der mittlerweile im Rio All-Suite Hotel and Casino am Las Vegas Strip ausgespielten WSOP 2014 sicherte sich Heimiller mit dem Sieg bei der Seniors Championship sein zweites Bracelet sowie sein bisher höchstes Preisgeld von knapp 630.000 US-Dollar. Bei diesem Turnier erreichte er bei der nun im Horseshoe Las Vegas und Paris Las Vegas ausgetragenen WSOP 2023 erneut den Finaltisch und beendete das Event auf dem mit über 350.000 US-Dollar dotierten dritten Platz. Gut zwei Wochen nach diesem Erfolg beendete der Amerikaner das 25.000 US-Dollar teure Turnier in der gemischten Variante H.O.R.S.E. als Zweiter und sicherte sich rund 440.000 US-Dollar.
Insgesamt hat sich Heimiller mit Poker bei Live-Turnieren knapp 7,5 Millionen US-Dollar erspielt.

### Braceletübersicht
Heimiller kam bei der WSOP 111-mal ins Geld und gewann zwei Bracelets:
| Jahr | Buy-in (in $) | Turnier                               | Teilnehmer | Preisgeld (in $) |
| ---- | ------------- | ------------------------------------- | ---------- | ---------------- |
| 2002 | 2000          | Limit Hold’em & 7 Card Stud           | 0144       | 108.300          |
| 2014 | 1000          | Seniors No-Limit Hold’em Championship | 4425       | 627.462          |